# Nantang Zhen (ort i Kina, Zhejiang Sheng, lat 28,25, long 121,11)
Nantang Zhen (kinesiska: 南塘, 南塘镇) är en ort i Kina. Den ligger i provinsen Zhejiang, i den östra delen av landet, omkring 240 kilometer söder om provinshuvudstaden Hangzhou. Antalet invånare är 19 413. Befolkningen består av 9 214 kvinnor och 10 199 män. Barn under 15 år utgör 15,0 %, vuxna 15-64 år 74 %, och äldre över 65 år 10,0 %.
Närmaste större samhälle är Zhugang, 16,6 km sydost om Nantang Zhen. 
Genomsnittlig årsnederbörd är 2 023 millimeter. Den regnigaste månaden är juni, med i genomsnitt 334 mm nederbörd, och den torraste är januari, med 74 mm nederbörd.